# Microlaimus tenuispiculum
Microlaimus tenuispiculum är en rundmask som beskrevs 1922 av de Man. Arten ingår i släktet Microlaimus och familjen Microlaimidae, men vissa auktoriteter placeras den i familjen Desmodoridae. Arten är reproducerande i Sverige.